# District de Jintai
Le district de Jintai (金台区 ; pinyin : Jīntái Qū) est une subdivision administrative de la province du Shaanxi en Chine. Il est placé sous la juridiction de la ville-préfecture de Baoji.